# تصويت الحرية
تصويت الحرية Freedom Vote (ويعرف أيضًا باسم بطاقة الاقتراع من أجل الحرية، أو تصويت حرية ميسيسيبي، أو حملة بطاقة الاقتراع من أجل الحرية ، أو بطاقة الاقتراع من أجل حرية ميسيسيبي) كانت حملة انتخابات وهمية في عام 1963 تم تنظيمها في ولاية ميسيسيبي الأمريكية لمكافحة حرمان الأمريكيين من أصل أفريقي من حقهم في التصويت. 
تم تنظيم هذا الجهد من قبل مجلس المنظمات الفيدرالية المعروفة اختصارا باسم "سي أو إف أو" (COFO)، وهو عبارة عن تحالف يضم أربع منظمات بارزة في مجال النضال من أجل الحصول الحقوق المدنية في ولاية ميسيسيبي،  مع قيام لجنة تنسيق الطلاب اللاعنفية المعروفة اختصارا باسم "إس إن سي سي" (SNCC) بدور قيادي.  :231
وبحلول نهاية الحملة التي شارك فيها أكثر من 78 ألفًا من سكان ولاية ميسيسيبي.  أدى تصويت الحرية بشكل مباشر إلى إنشاء حزب الحرية الديمقراطي في ولاية ميسيسيبي (MFDP). 